# Kanton Le Puy-en-Velay-Ouest
Le Puy-en-Velay-Ouest is een voormalig kanton van het Franse departement Haute-Loire. Het kanton maakte deel uit van het arrondissement Le Puy-en-Velay. Het werd opgeheven door het decreet van 17 februari 2014, met uitwerking op 22 maart 2015.

## Gemeenten
Het kanton Le Puy-en-Velay-Ouest omvatte de volgende gemeenten:
- Ceyssac
- Espaly-Saint-Marcel
- Le Puy-en-Velay (deels, hoofdplaats)